# Església Parroquial de Sant Andreu (Puigdàlber)
L'església Parroquial de Sant Andreu és l'actual temple parroquial de Puigdàlber. És un edifici modern, inaugurat el 23 de gener de 1942. Va substituir una església anterior d'estil barroc que, originàriament, havia estat sufragània de Santa Fe del Penedès.
Quan l'any 1868, la parròquia de Puigdàlber es va segregar de la de Santa Fe, que va passar a formar part de la parròquia de la Granada, el temple parroquial barroc esdevingué petit per acollir la feligresia de la nova parròquia, que abraça no tan sols el propi municipi, sinó que s'estenia als termes veïns de Font-rubí, el Pla del Penedès i Subirats.
Pel 1932 es torna a posar de manifest la necessitat de l'arranjament i ampliació del temple, i s'optà aleshores per la construcció d'un de nou i «efectuar en la actual iglesia las obras necesarias para su conservación». L'esclat de la Guerra Civil del 1936 va aturar les obres del nou temple, el qual ja era en un estat molt avançat, a punt d'ésser cobert per la teulada. Les circumstàncies del moment van fer que l'edifici fos enderrocat i que les pedres fossin utilitzades per construir els refugis del camp d'aviació construit provisionalment durant la Guerra Civil a Sabanell. Acabada la guerra, l'antiga església era molt malmesa i amenaçava ensorrament, per la qual cosa es va decidir d'enderrocar-la, determinació, sens dubte, lamentable, encara que pot ser, invevitable.
De la primitiva església de Sant Andreu, en queden un parell de documents fotogràfics i una aquarel·la naïf de Melchor Villademont, veí del poble, data del 1931. Mossèn M. Trens, en el seu Inventari del tresor de les parròquies de la Diòcesi de Barcelona, redactat l'any 1926, descriu així l'església que ens ocupa: «Església molt petita, tres trams amb l'absis compresa, volta mig punt amb llunetes, capitells interessants d'estil compost barroer. Altar major rococó, bonic, petit. Altar Roser, només hi ha la Verge que és bonica, amb mimbre rosari. Vera Creu plata, peu òval, decoració repujada, tija gerro, creu plana esgrafiada, vores i extrems ben florits, du la inscripció" és de puixdalba 1694, 40×19×18 cm. Candelers fusta barrocs, bonics. Altres objectes litúrgics sense importància.»
De tot el descrit únicament, però sortosament, s'hi conserva la Vera Creu i una pica beneitera, no descrita per Mn. Trens, del segle xvii, que es guarda a l'atri de l'església nova.
L'actual temple no té gaire valor arquitectònic. La construcció comença l'any 1940, sota els plànols de l'arquitecte barceloní Manuel Puig Ganer.